# Thomas S. Gates, Jr.
Pour les articles homonymes, voir Gates.
Thomas Sovereign Gates, Jr., né le 10 avril 1906 dans le quartier de quartier de Germantown à Philadelphie (Pennsylvanie) et mort le 25 mars 1983 dans cette même ville, est un homme politique américain. Membre du Parti républicain, il est secrétaire à la Defense entre 1959 et 1961 dans l'administration du président Dwight D. Eisenhower.

## Biographie
Né à Germantown (un quartier de Philadelphie) en Pennsylvanie, il est le fils de Thomas Sovereign Gates (en), un banquier d'investissement et un avocat qui était président de l'université de Pennsylvanie de 1930 à 1944, et de son épouse, Marie (née Rogers) Gates.